# Castletownroche
Castletownroche (iriska: Baile Chaisleáin an Róistigh) är en ort i republiken Irland.   Den ligger i grevskapet County Cork och provinsen Munster, i den södra delen av landet, 200 km sydväst om huvudstaden Dublin. Castletownroche ligger 56 meter över havet och antalet invånare är 435.
Terrängen runt Castletownroche är platt norrut, men söderut är den kuperad. Runt Castletownroche är det glesbefolkat, med 13 invånare per kvadratkilometer. Närmaste större samhälle är Mallow, 12,4 km väster om Castletownroche. Trakten runt Castletownroche består till största delen av jordbruksmark.